# Dychtau
Der Dychtau (russisch Дыхтау; auch Dykh Tau, Dikh Tau oder Dycktau) ist ein Berg im Großen Kaukasus. Sofern man den Großen Kaukasus nördlich des Hauptkammes zu Europa zählt, ist er mit 5204 m Höhe nach dem Elbrus der zweithöchste Gipfel Europas.
Der Berg markiert zusammen mit dem etwa sechs Kilometer östlich gelegenen Koschtantau (5152 m) die „Brüder von Besengi“, welche das westliche Ende der Nordkette des Besengi bilden. Der Dychtau wurde 1888 durch Albert Mummery und seinen Schweizer Bergführer Heinrich Zurfluh aus Meiringen zum ersten Mal bestiegen; noch im selben Jahr folgte eine Expedition aus John Cockin, Holder, H. Woolley und Ulrich Almer.
Die bei der Erstbesteigung genutzte Route gilt heute als der leichteste Aufstieg (Schwierigkeitsgrad 4B auf der russischen Skala). Die Besteigung des Dychtau gilt als anspruchsvolle Aufgabe bei der Bewältigung der Seven Second Summits, also der Besteigung der jeweils zweithöchsten Berge aller sieben Kontinente. Moderne Drohnenaufnahmen zeigen erstmals den Gipfelbereich des Dychtau.
Folge dessen konnte auch nachgewiesen werden, dass der Südtiroler Hans Kammerlander diesen Gipfel im Juni 2010 im Rahmen seines Projektes Seven Second Summits nicht erreichte.
Das Gebirgsmassiv ist durch das Kabardino-Balkarische Hochgebirgs-Naturreservat geschützt. Zu den charakteristischen Tierarten des Gebietes zählen Steinadler, Steinböcke und Gämsen.